# 弗雷德里克·威廉·夸西·阿库福
弗雷德里克·威廉·夸西·阿库福(Frederick William Kwasi Akuffo) (1937年3月21日—1979年6月26日) 加纳前军事和政治领袖。曾担任加纳武装部队国防参谋长，1978年发动政变，出任国家元首和最高军事委员会(SMC)主席。1979年6月被另一场军事政变推翻，三周后被处决。

## 生平
弗雷德·阿库福出生在东加纳部地区的阿克罗庞(Akropong)。1955年在奥杜马斯·克罗博(Odumase krobo)的长老会男生中学(Presbyterian Boys' Secondary)完成他的中学教育，1957年应征入伍，后进入英国桑德赫斯特皇家军事学院学习，1960年获得奖学金。1973年在印度国防大学留学。
回国后在塔马利航空培训学校担任指挥官，1969年至1970年任第六步兵营营长，后升为第二旅指挥官。1974年4月被提拔为加纳陆军司令，1976年4月担任国防参谋长。
1975年10月9日阿库福被任命为执政的最高军事委员会成员，1978年7月5日他领导了一场军事政变推翻了当时的国家元首阿昌庞将军，并在首席法官阿帕尔多的主持下在总统府举行的仪式上宣誓就任国家元首。
1979年6月4日空军上尉杰瑞·罗林斯发动军事政变，推翻了阿库福政权，成立武装部队革命委员会，6月26日阿库福和其他两位前国家元首阿弗里法将军和阿昌庞将军以及其他高级军官被审判后先后在加纳泰希(Teshie)军事靶场被枪决。